# Антонио Валенсија
Антонио Валенсија (шп. Luis Antonio Valencia; Лаго Агрио, 4. август 1985) је еквадорски фудбалер који тренутно игра за Керетаро.

## Каријера

### Почеци
Валенсија је провео сиромашно детињство у родном Лаго Агриу. Након напредовања у млађим категоријама еквадорског клуба Ел Насионал, Валенсија убрзо улази у прву екипу. У клубу је остварио преко 80 наступа, па прелази у шпански Виљареал 2005. године.

### Виљареал/Рекреативо
Након свега две утакмице у Виљареалу, Валенсија је позајмљен Рекреативу где је провео сезону 2005/06.

### Виган атлетик
Након тога следеће две сезоне, Валенсија проводи на позајмици у енглеском Вигану. Свој деби у Виган Атлетик, Валенсија је имао 19. августа 2006. године у поразу од Њукасл јунајтеда резултатом 2:1, док свој први погодак за Виган Атлетик постиже 21. октобра 2006. године у утакмици против Манчестер ситија. Истеком позајмице, у јануару 2008. године, Виган Атлетик са Валенсијом потписује уговор на три и по године.
Одличним играма у Вигану, Валенсија је привукао пажњу неколико најјачих светских клубова. Након што је одбио понуду Реал Мадрида, потписао је за Манчестер јунајтед у јуну 2009. године. Међу Црвене ђаволе, Валенсија је доведен као замена за Кристијана Роналда који је тада продат у Реал Мадрид.

### Манчестер Јунајтед
Валенсија 30. јуна 2009. године постаје прва летња аквизиција доведена у Манчестер јунајтед. Чак је и сам Антонио Валенсија прекинуо сопствени годишњи одмор како би дошао на лекарски преглед. Након успешно обављеног прегледа, Валенсија је са Манчестер јунајтедом потписао четворогодишњи уговор, док износ трансфера није објављен. Претпоставља се да је износ трансфера износио 16 милиона фунти.
Свој деби у дресу Манчестер јунајтеда остварио је у Комјунити шилду, где је у игру ушао у 62. минуту уместо повређеног Нанија. Свој први гол за Манчестер јунајтед постиже 17. октобра 2009. године у победи против Болтон вондерерса резултатом 2:1, док је свој први погодак у Лиги шампиона остварио свега четири дана касније, у победи против ЦСКА Москве резултатом 1:0.
Антонио Валенсија наступао је у првом саставу Манчестер јунајтеда у финалу енглеског Лига купа против Астон Вила. Манчестер је победио резултатом 2:1, а победнички гол постигао је Вејн Руни након акције коју је извео управо Валенсија. На крају утакмице, Валенсија је проглашен играчем утакмице.

## Репрезентација
Свој први репрезентативни наступ Валенсија је остварио против Парагваја 27. марта 2005, у квалификационој утакмици за Светско првенство у фудбалу 2006. године. Утакмица је завршена победом Еквадора од 5:2, а Валенсија је постигао два поготка. За репрезентацију Еквадора наступао је и на Мундијалу у Немачкој.

## Највећи успеси

### Ел Насионал
- Прва Еквадорска лига (1) : 2005. (Клаусура)

### Манчестер јунајтед
- Премијер лига (2) : 2010/11, 2012/13.
- ФА куп (1) : 2015/16.
- Енглески Лига куп (2) : 2009/10, 2016/17.
- Комјунити шилд (4) : 2010, 2011, 2013, 2016.
- Лига Европе (1) : 2016/17.

### Индивидуални трофеји
- Трофеј Алан Хардакер (1) : 2010.